# 神林乡
神林乡，是中华人民共和国宁夏回族自治区固原市隆德县下辖的一个乡镇级行政单位。

## 行政区划
神林乡下辖以下地区：
神林村、庞庄村、辛平村、双村、叶河村、观音村和岳村。